# Висін
Висін (пол. Wysin) — село в Польщі, у гміні Лінево Косьцерського повіту Поморського воєводства.
Населення — 644 особи (2011).
У 1975-1998 роках село належало до Гданського воєводства.

## Демографія
Демографічна структура станом на 31 березня 2011 року:
|          | Загалом | Допрацездатний вік | Працездатний вік | Постпрацездатний вік |
| -------- | ------- | ------------------ | ---------------- | -------------------- |
| Чоловіки | 319     | 74                 | 219              | 26                   |
| Жінки    | 325     | 62                 | 190              | 73                   |
| Разом    | 644     | 136                | 409              | 99                   |